# Marie Vassilieff

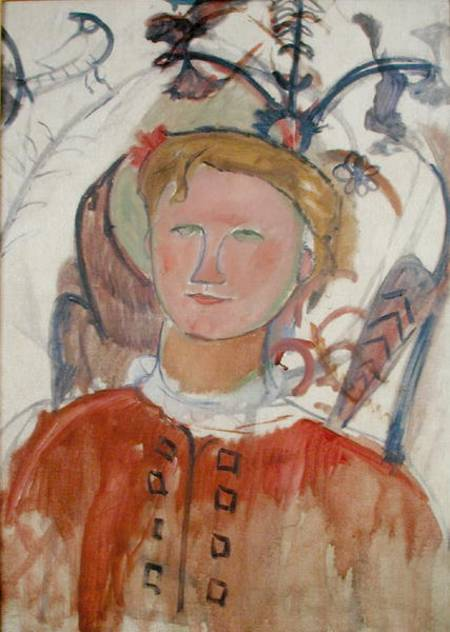
Amedeo Modigliani: Porträt von Marie Vassilieff, Öl auf Leinwand (um 1918)

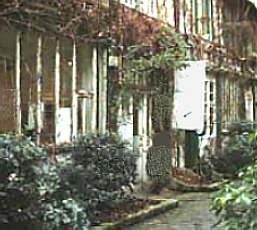
Atelier von Marie Vassilieff in Paris

Marie Vassilieff, russisch Marija Iwanowna Wassiljewa, Мария Ивановна Васильева (* 12. Februar 1884 in Smolensk; † 14. Mai 1957 in Nogent-sur-Marne) war eine russisch-französische Malerin und Bildhauerin. Sie gilt als erste weibliche Vertreterin des Kubismus.

## Leben
Im Jahr 1902 studierte Marie Vassilieff Medizin in Sankt Petersburg, gab jedoch das Studium auf, um an die Petersburger Kunstakademie zu wechseln. 1905 reiste sie nach Paris und arbeitete als Korrespondentin für eine russische Zeitung. Gleichzeitig wurde Vassilieff Schülerin des damaligen Impressionisten Henri Matisse (1869–1954). Drei Jahre später gründete sie die Marie Vassilieffs Académie, wo Nina Hamnett, Alexandra Povòrina und Ossip Zadkine studierten. Innerhalb kürzester Zeit machte sie Bekanntschaft mit den bekanntesten Künstlern der Stadt, unter anderem Georges Braque, Fernand Léger, Jean Cocteau, Juan Gris, Pablo Picasso und Amedeo Modigliani. Vassilieff stellte regelmäßig ihre Werke im Salon d’Automne und im Salon des Indépendants aus. In den Jahren von 1909 bis 1914 unternahm sie mehrere Reisen nach Skandinavien, Rumänien, Polen und Russland, um neue Inspiration für ihre Bilder zu sammeln.
Seit 1912 unterhielt sie im Künstlerviertel Montparnasse ein eigenes Atelier, wo sich zahlreiche Künstler der Avantgarde trafen. Ende Dezember 1915 nahm Vassilieff neben 13 anderen Künstlern, darunter Kasimir Malewitsch, an der Ausstellung 0,10 der Suprematisten in Petrograd teil.
Während des Ersten Weltkriegs engagierte sie sich stark für das französische Rotes Kreuz. Sie eröffnete 1915 eine private Kantine, wo verarmte Künstler ein billiges Essen einnehmen und sich trotz der abendlichen Ausgangssperre treffen konnten.
Nach dem Krieg folgten Ausstellungen in New York City und in London. Zu dieser Zeit malte sie vornehmlich – wie viele ihrer berühmten Freunde – im kubistischen Stil.
Kurz vor ihrem Tod fand 1957 eine große Retrospektive in Paris statt. Ihre Werke sind in bedeutenden Museen vertreten, unter anderem in Chicago, Grenoble, La Rochelle und Paris. In der Bundesrepublik wurde die Künstlerin erst später rezipiert. Erst 1995 widmete ihr das Verborgene Museum in Berlin eine Einzelausstellung.
Sie hatte eine Liaison mit dem mexikanischen Maler Diego Rivera.